# او-۲۸۱
زیردریایی یو-۲۸۱ (به انگلیسی: German submarine U-281) یک زیردریایی بود که طول آن ۶۷٫۱ متر (۲۲۰ فوت ۲ اینچ) بود. این زیردریایی در سال ۱۹۴۳ ساخته شد.